# Theodor Kraus (Archäologe)

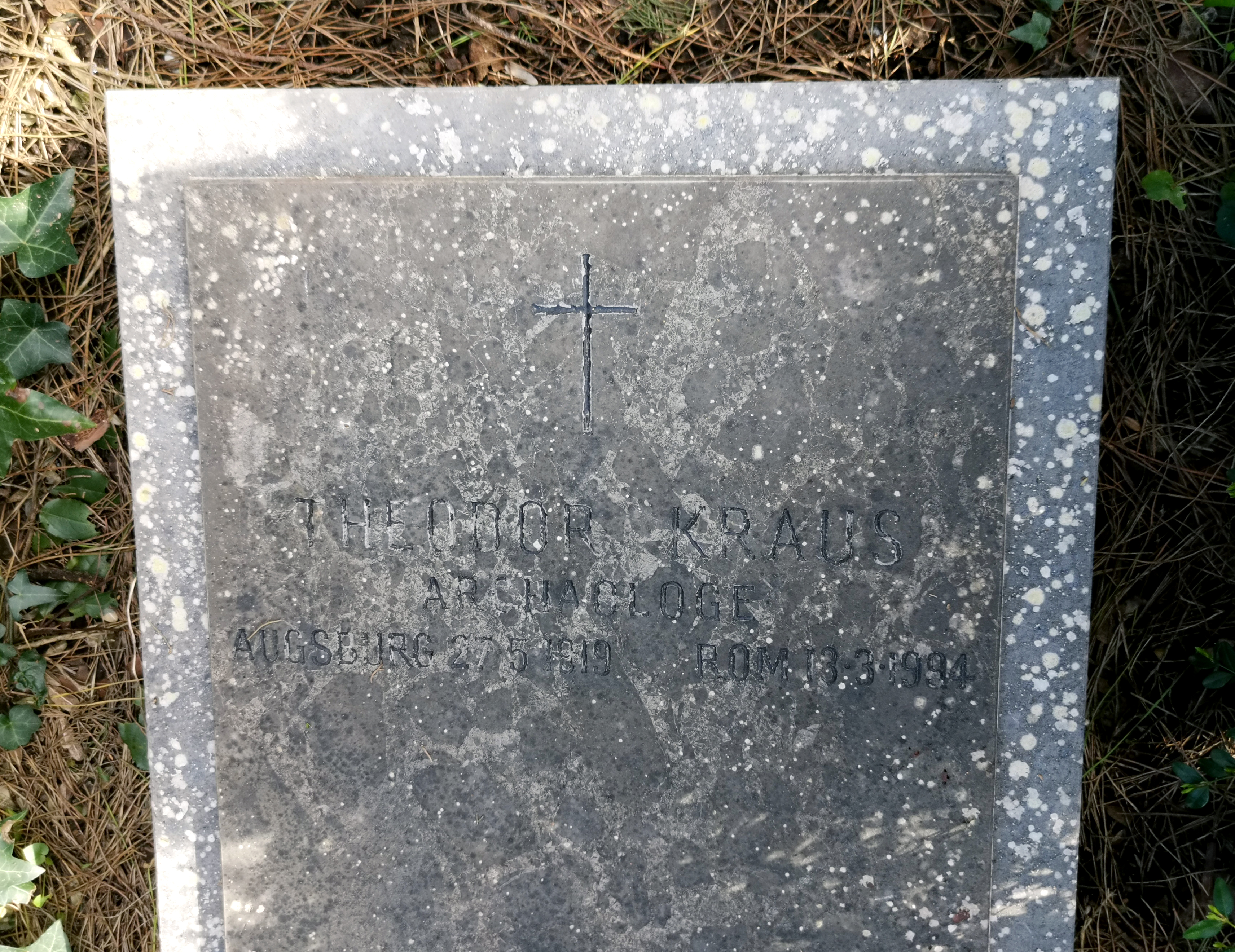
Grab auf dem Nichtkatholischen (Protestantischen) Friedhof Rom

Theodor Kraus (* 27. Mai 1919 in Augsburg; † 13. März 1994 in Rom) war ein deutscher Klassischer Archäologe, der von 1962 bis 1984 als 1. Direktor die Abteilung Rom des Deutschen Archäologischen Instituts leitete.

## Leben
Theodor Kraus wurde 1949 an der Universität München mit der Dissertation Die Ranken der Ara Pacis. Ein Beitrag zur Entwicklungsgeschichte der augusteischen Ornamentik promoviert. Er gehörte mit Ulrich Hausmann, Rolf Nierhaus und Friedrich Vittinghoff zum zweiten Nachkriegsjahrgang, der für seine Promotionen 1950/51 wieder mit dem Reisestipendium des Deutschen Archäologischen Instituts bedacht wurde, wobei Nierhaus und Vittinghoff noch ältere Stipendien antraten, die sie aus Kriegsgründen zwar verliehen bekamen, aber nicht antreten konnten. Als Stipendiat konnte er den Mittelmeerraum bereisen. Nach der Rückkehr bearbeitete er am Römisch-Germanischen Zentralmuseum in Mainz die sogenannten Megarischen Becher. An der Universität Heidelberg habilitierte Kraus sich 1958 mit der Arbeit Hekate. Studien zu Wesen und Bild der Göttin in Kleinasien und Griechenland. 1961 wurde er zum Zweiten Direktor an die Abteilung Rom des Deutschen Archäologischen Instituts berufen. Nachdem noch im selben Jahr der Erste Direktor Reinhard Herbig verstorben war, wurde Kraus sein Nachfolger und verblieb in der Position bis zu seiner Pensionierung 1984. Sein Nachfolger wurde Bernard Andreae.
In Rom nahm er Pläne seiner Vorgänger wieder auf und lenkte den Blick auf die großgriechischen Gebiete Unteritaliens und Siziliens. Kraus konnte diese Pläne auch erstmals in die Tat umsetzen. Zudem wurde in seiner Amtszeit der Arbeitsbereich des römischen Institut über Italien hinaus bis nach Nordafrika ausgeweitet: in Zeugan in Algerien, wo ein altes Quellheiligtum untersucht wurde, und in Chemtou in Tunesien, wo bis heute die antike Stadt und der bekannte Steinbruch untersucht werden. Kraus galt als Archäologe, der die Teamarbeit pflegte. Er ließ den Mitarbeitern des Instituts vielfach freien Raum für ihre eigenen Forschungen. Zudem nahm er sich selbst oft zurück. Etwa als Hermine Speier die Neubearbeitung des „Helbig“, des Führers durch die öffentlichen Sammlungen klassischer Altertümer in Rom, übertragen wurde, begleitete er das Werk vom Beginn bis zum Abschluss. Er hatte letztlich damit großen Einfluss auf das Werk, ließ er sich doch vor Ort von den Autoren die Texte im Angesicht der Originale vortragen und brachte häufig Verbesserungsvorschläge. Kraus selbst widmete sich zunächst nach seiner Promotion vor allem der griechischen Kunst, so der Aphrodite von Knidos und kleinasiatischen Einflüssen auf Griechenland, etwa in einer Habilitationsschrift zur Göttin Hekate. Mit dem Wechsel nach Rom kamen dann vor allem Themen, die für die Abteilung Rom des Deutschen Archäologischen Instituts von Bedeutung waren, in sein Blickfeld. Mit dem Buch Pompeji und Herculaneum und dem Band Das römische Weltreich der Propyläen Kunstgeschichte erreichte er auch einen breiten Leserkreis. Darüber hinaus veröffentlichte er diverse Fachbeiträge und Rezensionen vor allem in den Periodika seiner Abteilung.
Kraus war verheiratet, verlor seine Frau, mit der er drei Söhne hatte, aber aufgrund einer Krankheit schon recht früh. Er ist auf dem Protestantischen Friedhof in Rom beerdigt.

## Schriften (Auswahl)
- Megarische Becher im Römisch-Germanischen Zentralmuseum zu Mainz (= Katalog des Römisch-Germanisches Zentralmuseums zu Mainz 14). Verlag des Römisch-Germanischen Zentralmuseums, Mainz 1951
- Die Ranken der Ara Pacis. Ein Beitrag zur Entwicklungsgeschichte der augusteischen Ornamentik, Gebr. Mann, Berlin 1953
- Die Aphrodite von Knidos (= Opus nobile Heft 10). Dorn, Bremen 1957
- Hekate. Studien zu Wesen und Bild der Göttin in Kleinasien und Griechenland, Winter, Heidelberg 1960 (Heidelberger kunstgeschichtliche Abhandlungen. Neue Folge Band 5)
- Das römische Weltreich (= Propyläen Kunstgeschichte Band 5). Propyläen-Verlag, Frankfurt am Main, Berlin und Wien 1967
- Pompeji und Herculaneum. Antlitz und Schicksal zweier antiker Städte. DuMont Schauberg, Köln 1973, ISBN 3-7701-0578-8